# Nelson Goodman
Nelson Goodman (* 7. August 1906 in Somerville, Massachusetts; † 25. November 1998 in Needham, Massachusetts) war ein US-amerikanischer Philosoph.

## Leben und Wirken
Goodman kam in Somerville, Massachusetts, als Sohn von Sarah Elizabeth, geborene Woodbury und Henry Lewis Goodman zur Welt. Er war jüdischer Herkunft. Goodman war Schüler Alfred North Whiteheads. Er schloss sein Studium an der Harvard University mit einem Bachelor of Arts (A.B.), mit der Note magna cum laude (1928) ab. Von 1929 bis 1940 leitete er eine Kunstgalerie in Boston, Massachusetts, während er in Harvard einen Doktorgrad in Philosophie erwarb, den er 1941 abschloss. Seine Erfahrungen als Kunsthändler erklären seine spätere Hinwendung zur Ästhetik, wo er bekannter wurde als in der Logik und der analytischen Philosophie. Während des Zweiten Weltkriegs diente er bis 1945 als Psychologe in der US-Armee.
Von 1946 bis 1964 lehrte er an der University of Pennsylvania, wo der Sprachwissenschaftler Noam Chomsky, Sydney Morgenbesser, Stephen Stich sowie Hilary Putnam zu seinen Studenten zählten und wo er 1951 eine Professur erhielt. 1959 wurde er in die American Academy of Arts and Sciences und 1968 als korrespondierendes Mitglied in die British Academy gewählt. Ab 1964 lehrte er an der Brandeis University und an der Tufts University.
Von 1962 bis 1963 war er Forschungsstipendiat am Harvard Center for Cognitive Studies und von 1964 bis 1967 Professor an verschiedenen Universitäten, bevor er 1968 zum Professor für Philosophie in Harvard ernannt wurde.

## Theoretisches Werk
Goodmann war stark vom Empirismus und Rudolf Carnaps Phänomenalismus beeinflusst und vertrat Positionen eines relativistischen Pluralismus. In der europäischen Philosophie weitgehend unbeachtet geblieben, spielte Goodman in der US-amerikanischen Analytischen Philosophie eine wichtige Rolle: Bekannt wurde er vor allem durch sein 'Neues Rätsel der Induktion', das die Verifikation von Aussagen behandelt, und den Entwurf einer Symboltheorie von Zeichensystemen. Seiner streng extensionalen Symboltheorie gelingt es, metaphysische Konstruktionen der Objekt-Zeichen-Verknüpfung, die beispielsweise Charles S. Peirce für seine Symboltheorie noch benötigte, zu vermeiden.

### Sprachen der Kunst
Mit seinem zentralen Werk „Sprachen der Kunst“ legte Goodman eine umfassende Symboltheorie vor, die sowohl bildliche (pikturale) Symbolsysteme wie Malerei oder Fotografie, als auch notationale wie die Alphabetschrift oder Musik zu erklären vermag. So besteht der Unterschied zwischen einem Bild und einer Beschreibung eines Gegenstandes nicht darin, dass das Bild dem Gegenstand ähnlicher ist als seine Beschreibung.
Der Begriff Paradox der Hässlichkeit wird ebenfalls in diesem Buch geprägt.

#### Unterschied zwischen Bild und Beschreibung
Goodman hat mit seinem Werk Sprachen der Kunst (SdK) der Diskussion um eine philosophische Abbildtheorie neue Impulse gegeben. Als Vertreter der analytischen Philosophie und Willard-Van-Orman-Quine-Schüler entwickelte er – beeinflusst von Charles S. Peirce und Charles W. Morris – eine Symboltheorie, mit der er Verbindungen von der Sprachphilosophie zur Kulturphilosophie Ernst Cassirers und Susanne K. Langers schuf.
Goodman fasst Abbilder als Symbole auf, die ein Objekt „repräsentieren“; siehe dazu auch Signifikant (Bezeichnendes) und Signifikat (Bezeichnetes). Aufgrund der höchst unterschiedlichen Weisen, in der eine solche Repräsentation möglich ist, weist er die Auffassung zurück, dass Ähnlichkeit ein Merkmal ist, durch welches das Wesen eines Abbilds bestimmt werden kann. Der Zusammenhang zwischen Repräsentation und abgebildetem Objekt ist vielmehr willkürlich. Ähnlichkeit ist zudem nicht auf Abbildungen beschränkt, wie zum Beispiel die Ähnlichkeit von Zwillingen zeige. Er verdeutlicht, dass Ähnlichkeit weder hinreichende noch notwendige Bedingung für Repräsentation ist, da Ähnlichkeit im Gegensatz zu Repräsentation eine symmetrische Beziehung darstellt.
„Tatsache ist, dass ein Bild, um einen Gegenstand repräsentieren zu können, ein Symbol für ihn sein, für ihn stehen, auf ihn Bezug nehmen muss; und dass kein Grad von Ähnlichkeit hinreicht, um die erforderliche Beziehung der Bezugnahme herzustellen. Ähnlichkeit ist für Bezugnahme auch nicht notwendig, beinahe alles kann für fast alles andere stehen. Ein Bild, das einen Gegenstand repräsentiert – ebenso wie ein Text, der ihn beschreibt –, nimmt auf ihn Bezug und genauer noch: denotiert ihn. Denotation ist der Kern von Repräsentation und unabhängig von Ähnlichkeit.“
Beispiel: Wenn X Y ähnlich ist, dann ist Y X auch ähnlich, aber wenn X Y repräsentiert, dann repräsentiert Y X in der Regel nicht.
Wenn also ein Zwilling dem anderen ähnlich ist, so gilt dies auch umgekehrt. Dennoch wäre die Behauptung, ein Zwilling repräsentiere den anderen, absurd. Hingegen repräsentiert mich ein Bild meiner selbst, aber nicht umgekehrt. Auch zu behaupten, ich sähe dem Bild ähnlich, ist wiederum nicht haltbar.
Goodman analysiert den Unterschied zwischen bildlicher Repräsentation und Beschreibung als einen syntaktischen Unterschied der Darstellungsweise: Einem Bild schreibt er die Eigenschaft zu, im logischen Sinn analog zu sein, während ein sprachliches Symbolschema digital ist. Als analog gilt für Goodman ein Symbolschema, das syntaktisch 'dicht" ist, dass also alle Elemente des Symbolschemas von Bedeutung sind, man also keine Grenzen zwischen den einzelnen Elementen ziehen kann.
Ein digitales Schema ist hingegen disjunkt und endlich differenziert. Es besteht aus Inskriptionen oder „Tokens“, die auf einen Typ oder Charakter verweisen. Ein Token ist disjunkt, wenn er nicht zugleich dem Typ1 und dem Typ2 zugeordnet werden kann. Er ist endlich differenziert, wenn in einer endlichen Zeitspanne entschieden werden kann, ob er Typ1 oder Typ2 zugerechnet werden muss.
Beispiel: So existiert das Wort „Ente“ milliardenfach als Inskription in Form von Kopien. Eine einzelne Inskription von „Ente“ ist disjunkt, da feststeht, dass sie nicht zugleich „Ente“ und „Ende“ darstellen kann. Sie ist endlich differenziert, wenn man diese Entscheidung in endlich vielen Schritten fällen kann.
Bei pikturaler Darstellung existiert hingegen kein Typ. Entsprechend lassen sich die Kategorien disjunkt und endlich differenziert gar nicht erst anwenden.
Auf dieser Grundlage entwirft Goodman ein breites Spektrum von gänzlich analogen Darstellungen, bis zu rein digitalen. Ein Bild ist gänzlich analog, während eine Partitur rein digital ist. Die Sprache hingegen ist eine Mischform, da sie zwar syntaktisch digital ist, aber nicht semantisch.
Das Wort „Ball“ kann sowohl ein Sportgerät als auch eine Tanzveranstaltung bezeichnen, es ist also semantisch nicht disjunkt.

#### Paradox der Hässlichkeit
Es handelt sich um das Phänomen, dass Gegenstände und Kunstwerke, die nach üblichen ästhetischen Maßstäben als „unschön“ oder „hässlich“ empfunden werden müssten, durchaus einen ästhetischen Reiz ausüben können. Dieses Paradoxon zeigt sich in Ausdrücken wie „schaurig-schön“ sowie in ästhetischen Urteilen wie: „Mir gefällt das Schräge in dieser Musik“ oder „Gerade die Brüche und Asymmetrien in dem Design gefallen mir“. Das Paradox der Hässlichkeit beschreibt zugleich den umgekehrten Fall, dass bestimmte Dinge, die sich durch bestimmte „schöne“ Merkmale auszeichnen, als „kitschig“, „glatt“ oder „ästhetisch aufdringlich“ empfunden werden: „Sie sind zu schön, um (wirklich) schön zu sein“.

### Weisen der Welterzeugung
Die Idee eines relativistischen Pluralismus ist eng mit Goodman verknüpft. Er argumentiert, dass die Idee einer Welt an sich sinnlos sei, da man nicht von den menschlichen Perspektiven abstrahieren und eine Welt jenseits der Perspektiven beschreiben könne. Es gebe vielmehr eine Vielzahl von Perspektiven, etwa die Perspektive der Physik, der Ästhetik oder des Mentalen.
Wenn man jedoch nicht hinter diese einzelnen Perspektiven treten kann, ist auch die Idee einer Welt jenseits menschlicher Perspektiven sinnlos. Man muss demnach anerkennen, dass jeder Beschreibungsweise eine eigene Welt entspricht. Da diese Welten erst durch den aktiven Sprachgebrauch der Menschen entstehen, kann man von einer Welterzeugung sprechen. Die Überzeugungskraft des relativistischen Pluralismus hängt im Wesentlichen von der Kohärenz des Relativismus ab. Das Postulat mehrerer von Menschen erzeugten Welten wird häufig kritisch hinterfragt.
In den „Weisen der Welterzeugung“ wendet sich Goodman der Ontologie zu. Er löst das logische Dilemma, wonach zwei Weltbeschreibungen in sich widerspruchslos und in diesem Sinne wahr sein können, sich aber einander widersprechen, dahingehend auf, dass diese beiden Beschreibungen nicht die gleiche, sondern zwei verschiedene Welten beschreiben. Beispielsweise sind sowohl: „die Erde bewegt sich“, als auch: „die Erde steht still“ beide wahr, abhängig vom jeweiligen Bezugsrahmen. Ein Astronom, der kosmische Bewegung untersucht, untersucht eine Erde, die sich bewegt. Ein Wächter mit dem Befehl, Gefangene zu erschießen, sobald sie sich bewegen, wird dies eher nicht tun, „weil sie sich mit hoher Geschwindigkeit um die Sonne bewegt haben“. Es handelt sich um zwei verschiedene Weltversionen.

### Revisionen
In den „Revisionen - Philosophie und andere Künste und Wissenschaften“ fasst Goodman schließlich gemeinsam mit Catherine Z. Elgin seine Forschungsergebnisse der Wissenschaftstheorie, der Symboltheorie und der Erkenntnistheorie zusammen und schlägt im dritten Teil des Buches eine „Neufassung der Philosophie“ vor. Im Kern dieser Neufassung wird der Begriff der „Wahrheit“ durch den der „Richtigkeit“ abgelöst, da sich mit letzterem nicht der „berüchtigte philosophische Morast“ auftut und er zudem auch auf nicht verbale beziehungsweise proportionale Symbolsysteme anwendbar ist. So kann man davon sprechen, dass es richtig ist, dass ein Bild Trauer ausdrückt, während man kaum sagen kann, dass dies wahr ist.

## Schriften
- The Calculus of Individuals and Its Uses (zusammen mit  Henry S. Leonard), Journal of Symbolic Logic 5 1940, S. 45–55.
- A Study of Qualities (Dissertation; Deutsch: Eine Studie über Qualitäten). Harvard U., 1941. Neu aufgelegt 1990 von Garland (New York) als Teil der Harvard Dissertations in Philosophy Series.
- The Structure of Appearance, Harvard University Press 1951. 15+315 S.
- Fact, Fiction and Forecast, Harvard University Press 1955. 2. Auflage 1983. Deutsche Übers. von Hermann Vetter: Tatsache, Fiktion, Voraussage. Mit einem Vorwort von Hilary Putnam. Frankfurt: Suhrkamp 1988, 10+155 S. ISBN 3-518-28332-4
- Languages of Art – An Approach to a Theory of Symbols. Indianapolis: Bobbs-Merrill Company 1968, 14+277 S. 2., verbesserte Auflage Indianapolis 1976.
- deutsche Ausgabe: Sprachen der Kunst. Entwurf einer Symboltheorie.
  - 1. Ausgabe, übersetzt von Jürgen Schlaeger. Frankfurt am Main: Suhrkamp 1973, 301 S.Diese ältere Übersetzung von Jürgen Schlaeger (Frankfurt am Main 1973) ist aufgrund fehlinterpretierter Begriffe problematisch.
  - 2. Ausgabe, übersetzt von Bernd Philippi (nach der 2. engl. Auflg.). Frankfurt am Main: Suhrkamp 1995 (stw 1304: 1997), 254 S. ISBN 3-518-28904-7.
- Problems and Projects. Indianapolis: Hackett 1972.
- Basic Abilities Required for Understanding and Creation in the Arts: Final Report (Deutsch: Grundlegende Fähigkeiten, die für das Verstehen und Schaffen in der Kunst erforderlich sind: Abschlussbericht; zusammen mit David Perkins, Howard Gardner, und der Unterstützung von Jeanne Bamberger et al.) Cambridge: Harvard University, Graduate School of Education: Project No. 9-0283, Grant No. OEG-0-9-310283-3721 (010), 1972.
- Ways of Worldmaking, Indianapolis: Hackett 1978. Deutsche Übers. von Max Looser: Weisen der Welterzeugung. Suhrkamp, Frankfurt 1984, 178 S. ISBN 978-3-518-28463-6
- Of Mind and other Matters. Cambridge, Massachusetts, London 1984. Deutsche Übers. von Bernd Philippi: Vom Denken und anderen Dingen. Suhrkamp, Frankfurt 1987, 295 S. ISBN 978-3-518-57831-5
- zusammen mit Catherine Z. Elgin: Reconceptions in Philosophy and other Arts and Sciences, Indianapolis: Hackett; London: Routledge, 1988. Deutsche Übers. von Bernd Philippi: Revisionen – Philosophie und andere Künste und Wissenschaften, Suhrkamp: Frankfurt 1989, 225 S. ISBN 978-3-518-57979-4